# Gât golaș de Transilvania
Gât golaș de Transilvania este o rasă românească de găini domestice.